# Abort
För andra betydelser, se Abort (olika betydelser).
Abort (äldre svenska fosterfördrivning), avbrytande av graviditet, betecknar inom medicinsk terminologi varje avbruten graviditet, och uppdelas i spontan abort (missfall) och provocerad abort alternativt inducerad abort. I mer vardagligt tal har abort kommit att beteckna endast provocerad abort, som är ett avbrytande av graviditeten på medicinsk eller kirurgisk väg. Man skiljer mellan terapeutisk abort, som utförs av hänsyn till moderns hälsa, och selektiv abort, där ett foster aborteras men där inget hot mot moderns medicinska hälsa finns.
Ibland avslutas graviditeten med att embryot dör och graviditeten avslutas utan att livmodern stöter ut det, vilket kallas missed abortion. Om det är en flerbördsgraviditet är detta inte ovanligt och när det fullgångna barnet föds kan det foster som avvecklats födas fram tillsammans med moderkakan som ett så kallat papyrusfoster. Så länge en missed abortion kvarstår kan patienten inte bli gravid på nytt, varför behandling med nedan beskrivna metoder måste genomföras.
Spontan abort hos djur kallas kastning. Hos hästar, som har svårt att fullfölja flerbördsdräktigheter, förebyggs att ston kastar flera foster genom att veterinär med hjälp av ultraljud utför selektiv abort på blastocyststadiet och tar bort alla befruktade ägg utom ett, som får gå till fortsatt utveckling.

## Inducerad abort
Vilken abortmetod som används beror på vad som är bäst för patienten, och den väljs alltid i samråd med patienten så långt det är möjligt.
Bästa sättet att undvika riskerna med oönskade graviditeter och aborter är att använda preventivmedel eller sexuell avhållsamhet. Om en preventivmetod har misslyckats är det möjligt att inom 72 timmar med ett akut-p-piller förhindra att en graviditet uppstår genom att förskjuta ägglossningen. Har ägglossningen redan ägt rum fungerar inte akut-p-pillret. Den här typen av läkemedel har ibland felaktigt benämnts som abortpiller, men det stämmer inte. Akut p-piller kan inte avbryta en påbörjad graviditet utan bara förhindra graviditet.
Om en graviditet uppstått och patienten önskar avbryta den är det bättre ju tidigare i graviditeten avbrytandet utförs. Laglig abort är mycket säkert och riskfritt oavsett när i graviditeten man gör den, men går snabbare och enklare ju tidigare i graviditeten det är. Graviditetslängden kontrolleras först med ultraljudsundersökning.
Innan en abort genomförs tas alltid klamydiaprov, ibland tas också andra prover. Detta är för att förhindra att en eventuell klamydiainfektion får fäste i livmodern efter aborten och orsakar livmoder- eller äggledarinflammation (endometrit eller salpingit). Legala aborter är idag mycket säkra och de flesta komplikationer beror på en obehandlad sexuellt överförbar infektion.
Metoder som används är medicinsk eller kirurgisk abort. Vid tidig graviditet, upp till graviditetsvecka 8+6, är medicinsk abort vanligast. Detta anses vara den säkraste formen av abort eftersom kroppen lättare stöter ut fostret ju tidigare i graviditeten det är och det dessutom inte är en invasiv behandling.
Fram till vecka 13+6 är det även möjligt för patienten att genomföra en kirurgisk abort. Detta sker antingen under narkos eller med lokalbedövning. Detta är en invasiv behandling varför det finns en något ökad risk för infektion och skada på livmoderhalsen. Detta är dock mycket ovanligt vid en legal abort.
Motiven till sena aborter är till exempel att grava missbildningar hos fostret inte är förenligt med liv efter att navelsträngen slutat pulsera och klippts av. Ett exempel på sådant tillstånd är anencephali och motivet är att det är svårt för patienten att fullfölja en hel graviditet och tvingas föda ett fullgånget barn som ofelbart avlider när navelsträngen slutar pulsera. En del personer känner heller inte av att de är gravida förrän sent, så kallad förträngd graviditet.
En kombination av sen upptäckt av graviditeten och kvinnans ålder är inte heller ovanlig: en ung patient förstår inte att hon är gravid medan patienter i slutet av den fertila delen av livet tror att klimakteriet inträtt. Ibland är behov av sen abort en följd av så kallad fosterdiagnostik, då par som redan har svårt sjuka barn med ärftliga tillstånd, väljer att avbryta en pågående graviditet om de får besked om att det väntade (och önskade) fostret ärvt den genetiska kombinationen som krävs för en sjukdomsutveckling. Dessa mycket komplicerade situationer kan numera undvikas genom att preimplantatorisk diagnostik utvecklats och används. Bland de i "provrör" befruktade äggen kan då en blastocyst utan den olyckliga genetiska kombinationen väljas för implantation och fortsatt graviditet.
Vid sen abort skrivs patienten eller paret vanligen in på sjukhus.

### Medicinsk metod
Vid medicinsk abort tar patienten tabletter (antiprogesteron) som förhindrar att graviditeten fortsätter då det graviditetsbevarande hormonet blockeras. Livmoderhalsen mjukas även upp. Två till tre dagar senare behandlas patienten med ett läkemedel som drar ihop livmodern och stöter ut livmoderinnehållet. Det kan göra ont när livmodern drar ihop sig, därför får patienten smärtlindring samtidigt som de första tabletterna. Efter tablettintaget uppstår blödning, andra vanligt förekommande biverkningar är smärta, illamående och andra problem med magtarmkanalen. I regel kommer patienten till en gynekologisk mottagning för att få den första tabletten och får sedan ta med resterande tabletter hem och gör aborten hemma med endast telefonkontakt med sjuksköterska eller barnmorska. Enligt en rapport från 2023 från SBU medför det ingen skillnad i risk, effektivitet eller följsamhet att inta även första tabletten utanför vårdinrättningen.
Medicinsk abort kan göras till och med graviditetsvecka 8+6.

### Kirurgiska metoder
Kirurgisk abort görs fram till och med graviditetsvecka 13+6 (men är vanligast innan graviditetsvecka 12) och går ut på att man tömmer livmodern genom vakuumextirpation. Behandlingen inleds med att inta läkemedel som mjukar upp livmoderhalsen ett par dagar innan aborten. Man använder lokalbedövning eller narkos för att via slidan föra in ett instrument som man använder för att tömma livmodern. Operationen tar bara några minuter och utförs av en gynekolog. Hela proceduren tar oftast en dag då patienten får stanna för observation efter aborten.

### Sent avbrytande
Efter vecka 11+6 genomförs en vakuumaspirering efter dilatering av livmoderhalsen. Efter vecka 13+5 används så kallad tvåstegs-metod, eftersom det finns risk för skador på livmoderhalsen eller livmodern vid en kirurgisk abort. Behandlingen inleds med att ta antigraviditetshormon (progesteronhämmare) två till tre dagar och livmodermunnen behandlas med uppmjukande hormon. På abortdagen får man fasta eftersom det kan behövas en skrapning efteråt. Man får under dagen tabletter som drar ihop livmodern och stöter ut livmoderinnehållet och även smärtlindring. Det gör ont när livmodern drar ihop sig och patienten kan må illa. Ju senare i graviditeten det är desto mer liknar det en förlossning. Ibland lossar inte moderkakan efteråt, i vilket fall man gör en skrapning så att livmodern blir helt tömd. Efter att aborten bedömts som komplett får man äta och dricka och när blödningen avtagit får man åka hem. Det tar oftast en dag men kan ibland ta två dagar.

### Efter aborten
Efter aborten kan patienten blöda som en mensblödning upp till 4 veckor. Mensen kommer i regel inom 2-4 veckor. Under den tiden blödningen pågår skall patienten undvika samlag, simning och tamponganvändning på grund av infektionsrisken. I och med att det finns ett sår i livmoderväggen där moderkakan suttit är patienten mer känslig för infektioner än vanligt. Efter ca 2 veckor kommer patienten på återbesök för att undersöka att aborten är komplett och att inga komplikationer uppstått.

## Historik

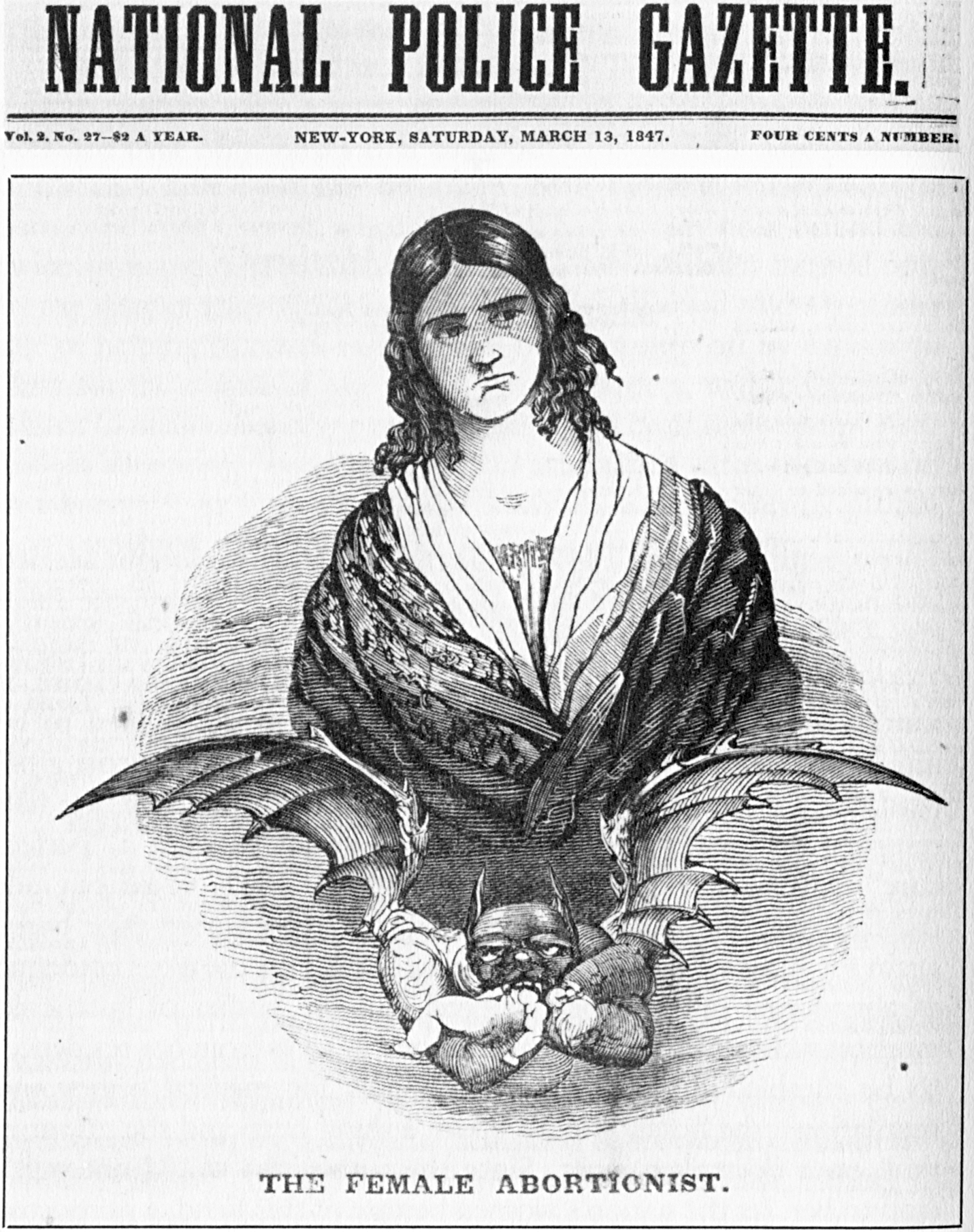
Demoniserande karikatyr av abortören "Madame Restell" i The National Police Gazette 13 mars 1847.

I den medicinska etiken har frågan om läkare eller annan sjukvårdsutbildad personal skall utföra aborter varit föremål för diskussion under mycket lång tid. Olika uppfattningar har rått under olika tidsepoker, och inom olika kulturer. Hippokrates, en grekisk läkare omkring år 400 f.Kr., förbjöds läkare att "förskriva fosterfördrivande medel", och uppfattningen att abort inte är förenligt med god moral var den klassiska grekiska synen. 
Parallellt har det alltid bland kvinnor funnits mer eller mindre väl dokumenterade kunskaper om fosterfördrivande, abortframkallande, medel, då kvinnor upplevt att det funnits ett behov av dessa.
Både preventivmedel och abort användes under antiken i både det klassiska Aten och i det romerska riket. I antikens Aten förutsattes barnmorskor ha kunskap både om att förhindra och att avbryta en graviditet när det bedömdes nödvändigt. I Romarriket avbröts graviditeter med hjälp av både instrument och olika mediciner, och preventivmedel och abort var så vanligt och effektivt att det påverkade folkmängden, och antas vara orsaken till att kejsar Augustus i Lex Papia Poppaea införde böter för ogifta kvinnor över tjugo och ogifta män över tjugofem för att om möjligt öka reproduktionen.  Inget direkt förbud mot vare sig preventivmedel eller abort infördes i Romarriket före kristendomens införande, men olika typer av abortmedel förbjöds som varande farliga, och aborter förbjöds under olika förhållanden, som till exempel att kvinnor som genomgick en skilsmässa inte fick abortera sin förre makes foster utan hans samtycke.
Den kristna kyrkan hade från medeltiden en avståndstagande syn på abort, och hårda straff mot abort rådde i den kristna västvärlden. Samtidigt fanns en allmän syn på att fostret inte blev levande förrän det hade börjat göra fosterrörelser, vilket innebar att aborter utförda före denna tidpunkt inte definierades som abort och abortförbudet i praktiken bara gällde från det ögonblick fostret börjat göra fosterörelser.
Under 1800-talet skärptes abortlagstiftningen i Västvärlden under inflytande av läkare, som nu hade omdefinierat synen på fostret och menade att det borde räknas som levande från befruktningens ögonblick, och att det rådande abortförbudet därför borde gälla från befruktningsögonblicket och framåt, istället för bara från det ögonblick fostret börjat göra fosterrörelser. Skärpningarna följdes parallellt med krav på en mer liberal abortlagstiftning med fokus på människans rätt att bestämma över sin egen kropp och välja om hon ville genomgå en graviditet och förlossning eller inte, och frågan om abort fördes parallellt med frågan om sexualundervisning och preventivmedel under slutet av 1800-talet och början av 1900-talet. 
Under 1920- och 30-talen började de första liberala reformerna i abortlagstiftningen ske: initialt handlade de främst om olika former av villkorliga och begränsade aborter. En allmänt mer liberal syn på sexuallivet i Västvärlden under 1960-talet ledde till en ny debatt om fri abort under den andra vågens feminism. Ett annat viktigt argument var de ofta livsfarliga illegala aborter som utfördes av de personer som var beslutna att genomgå en abort men inte fick tillgång till en laglig sådan. Under 1970-talet legaliserades fri abort i en rad Västländer. 

### Tidslinje
- 1920 – Lenin legaliserar abort i Sovjetunionen.
- 1935 – Island tillåter abort.
- 1936 – Stalin ändrar abortlagen i Sovjetunionen för att öka befolkningstillväxten.
- 1938 – Sverige tillåter en begränsad abort.
- 1966 – Rumänien inför abortförbud med motiveringen att öka landets befolkning. Endast efter ett antal födslar ska preventivmedel eller abort erbjudas. Det beräknas att hundratusentals oönskade barn föddes innan lagen upphävdes 1990. Även Albanien inför ett liknande förbud.
- 1967 – "Abortion Act" godkänns i Storbritannien (utom Nordirland). De amerikanska delstaterna Kalifornien och Colorado tillåter abort.
- 1971 – Abort ("Medical Termination of Pregnancy Act") legaliseras i Indien.
- 1973 – USA:s högsta domstol beslutar i målet Roe mot Wade att delstatsförbud mot abort under första och andra trimestern bryter mot konstitutionen. Abort under tredje trimestern godkänns om patientens läkare anser att en graviditet är skadlig för hennes hälsa. Hela USA får därmed världens troligen mest liberala abortlagstiftning.
- 1974 – Sverige tillåter abort fram till slutet på den 18:e veckan.
- 1988 – Frankrike legaliserar hormonpillret Mifepriston för att kvinnor själva lätt ska kunna avsluta en tidig graviditet i hemmet i stället för senare på sjukhus.
- 1993 – Polen förbjuder abort utom vid våldtäkt, incest, svåra missbildningar eller om graviditeten är livshotande för patienten.
- 2003 – USA förbjuder "partial birth abortion" genom Partial birth abortion Ban Act
- 2010 – Spanien tillåter abort fram till slutet på den 12:e veckan.
- 2018 – Irland tillåter abort fram till slutet på den 12:e veckan.
- 2022 – USA:s högsta domstol beslutar i målet Dobbs mot Jackson Women's Health Organization och upphäver Roe mot Wade, vilket innebär att aborträtten inte längre är skyddad i grundlag. Flera amerikanska delstater införde omgående abortförbud.

## Abort efter land

Abortlagar i världen, klicka på kartan för beskrivning.

Globalt sett är abortfrågan kontroversiell. Sverige har numera en liberal lagstiftning. I Kina används provocerade aborter som ett medel mot överbefolkning. Det finns rapporter om att mycket sena aborter på nästan fullgångna graviditeter har utförts genom injektion av fosterfördrivande medel i livmodern. I det forna Sovjetunionen och dess satellitstater var både preventivmedel och aborter legala.
Det görs omkring 56 miljoner aborter i världen varje år, av vilka 25 miljoner (45 %) görs med osäkra ingrepp. Uppskattningsvis dör 68 000 personer varje år i samband med en osäker abort, vilket motsvarar ungefär 0,3 procent av de som genomgår en osäker eller illegal abort.
Även i länder med stränga abortlagar har abortförbudet sällan varit ett totalförbud: det vanliga har varit att aborter har tillåtits i undantagsfall, oftast vid fara för patientens liv, och vid våldtäkt och incest. År 2018 fanns endast åtta länder med ett totalförbud mot abort utan undantag: Dominikanska republiken, El Salvador, Haiti, Honduras, Surinam, Malta och Vatikanstaten. 

### Afrika
I Afrika finns det 55 länder. I 14 av dessa länder är abort utan några undantag olagligt, i tre länder är det helt lagligt och i resten är det lagligt endast under vissa omständigheter. Dessa omständigheter kan till exempel vara om patientens liv är i fara eller för att skydda patientens fysiska och psykiska hälsa.
6,4 miljoner aborter utfördes i Afrika år 2008 vilket motsvarade tretton procent av alla graviditeter. Av dessa utfördes uppskattningsvis endast 3 % under säkra förhållanden, det vill säga av medicinskt utbildad personal med steriliserade medicinska instrument.
Bristen på preventivmedel är en av de främsta orsakerna till oplanerade graviditeter och aborter. I Afrika är det endast 24 % som använder preventivmedel.
Abort är globalt sett inte en mänsklig möjlighet. I 26 % av världens länder är abort totalt förbjudet. I all statistik förekommer det bortfall men man kan statistiskt sett inte se att antalet aborter sjunker i ett land trots att det är förbjudet enligt lag. Ett exempel är Kenya där abort är förbjudet, men trots det genomförs cirka 300 000 aborter varje år. En lag där abort tillåts har föreslagits men motarbetas starkt, bland annat av religiösa lobbygrupper.

#### Gambia
90 % av befolkningen i Gambia är sunnimuslimer och tillhör ofta muslimska brödraskap, de resterande 10 % är kristna. Eftersom Islam har en speciell syn på aborträtt kan det därför skapa vissa komplikationer, enligt islam är det inte tillåtet att göra en abort under något stadium av graviditeten utan en giltig anledning. En giltig anledning kan vara till exempel våldtäkt, incest eller om man märker att det kommer att skada moderns fysiska eller mentala hälsa. Om man väljer att göra en abort måste det ske inom 120 dagar. Varför man valt just 120 dagar är för att man anser att om det gått mer än 120 dagar har själen andats in i fostret och allt som har en själ är ett liv. Men det man måste ha i åtanke är att alla utövar sin religion på olika sätt och tolkar därefter vissa saker på sitt eget sätt.
Den 25 november 2005 blev en viktig dag för Afrikas alla kvinnor, det var den dagen då ett protokoll om kvinnors rättigheter började att gälla, i det protokollet står det fast att länderna i Afrika förbinder sig för att ge kvinnan rätt över sin fertilitet. Kvinnan fick också rätten att välja preventivmedelsmetod och har rätt att skydda sig mot allt, där ingår också sexuellt överförda infektioner som t.ex. aids. I protokollet ges även kvinnan rätten till att göra en abort om hon har utsatts för sexuella övergrepp, incest eller om det hotar moderns eller fostrets liv. Innan det här protokollet gjordes hade inte kvinnorna i Gambia så många rättigheter och det var därför många andra länder började att ta efter det här så att det spreds.

#### Sydafrika
Sydafrika blev en brittisk koloni 1810 och abort lydde därefter under English common law. 
Abort legaliserades genom Abortion and Sterilization Act, 1975 (Act No.2 of 1975), som tillät abort om två läkare utöver patientens egen läkare gav tillstånd till ansökan, på grund av medicinska skäl, våldtäkt eller för att skydda patientens psykiska eller fysiska hälsa.   Tillämpningen av lagen var mycket varierande. Under apartheid avrådde propagandan vita kvinnor från att utföra aborter eller använda preventivmedel, medan svarta kvinnor tvärtom uppmuntrades till det, eftersom myndigheterna ville öka den vita befolkningen och minska den svarta: men av ekonomiska skäl var det ändå lättare för vita kvinnor och svårare för svarta kvinnor att få tillgång till preventivmedel och abort.
Fri abort upp till tolfte veckan infördes genom Choice on Termination of Pregnancy Act (Act 92 of 1996), och började gälla 1 februari 1997.

#### Uganda

##### Lagen om abort
I Ugandisk lag står det att "ingen människa har rätt att avsluta livet på ett ofött barn förutom om det kan tillåtas av lagen". På grund av att lagen är svårtolkad är få läkare villiga att utföra aborter på grund av rädsla för rättsliga påföljder.
Enligt nationella riktlinjer från 2006 är abort endast tillåtet i fall där våldtäkt och/eller incest förekommit, om det är fara för patientens liv, om patienten är smittad av hiv eller om det finns risk för fosteranomali.

##### Statistik
Aborter är vanligt förekommande i Uganda trots landets stränga och otydliga lag. Uppskattningsvis utförs cirka 300 000 aborter i landet varje år. Av 1 000 graviditeter hos personer mellan 15 och 49 år slutar en femtedel i abort. Hälften av alla graviditeter i landet uppskattas vara oplanerade.

##### Komplikationer
Komplikationer i samband med abort är vanligt förekommande i Uganda. Av de cirka 300 000 aborter som utförs årligen uppstår komplikationer där kvinnan söker vård i 85 000 fall. Nästan lika många upplever komplikationer men söker inte vård. Ofta beror detta på rädsla för kränkande och dömande behandling av vårdpersonal.
Komplikationerna som uppstår är nästan alltid en följd av en osäkert utförd abort. Det kan innebära att den utförs av personer utan medicinsk utbildning, att instrumenten som används inte är steriliserade och i extrema fall att den utförs hemma, av kvinnan själv, med metoder som till exempel innebär att hon äter krossat glas eller intar en stor mängd klorokin (malariamedicin).
Riskerna för komplikationer är större för fattiga än rika. Det uppskattas att cirka 68–75 % av fattiga patienter som använde de minst säkra abortmetoderna drabbades av komplikationer. Av rika patienter i städer som gick till en läkare för att utföra en abort var det endast 17 % som drabbades komplikationer. Omkring 8 % av mödradödligheten i Uganda beror på osäker abort.

##### Synen på abort
Cirka 80 % av befolkningen i Uganda är kristna. De flesta är katoliker, och katolska kyrkan är emot abort.

### Amerika

#### Argentina
Fri abort upp till fjorton veckor infördes i Argentina i december 2020, efter att bland andra gräsrotsrörelsen Marea Verde (Gröna vågen) kampanjat för en lagändring under flera år.
Mellan 1921 och 2020 var abort förbjudet utom i fall av våldtäkt eller vid fara för patientens liv.

#### Brasilien
Abort är förbjudet utom i tre fall: vid våldtäkt eller incest; vid fara för patientens liv; eller om fostret lider av anencefali. 
Abort totalförbjöds under alla omständigheter år 1890.  1940 avkriminaliserades abort ifall av våldtäkt, incest eller fara för patientens liv, men alla offentlig information om abort förbjöds 1941. 2012 tilläts abort i fall av anencefali. 

#### Chile
1931 legaliserades abort i fall av medicinsk nödvändighet för patienten. 1989 förbjöds medicinsk abort med hänvisning till att medicinska framsteg innebar att abort inte längre behövdes för att rädda patientens liv, vilket innebar att abort totalförbjöds under alla omständigheter, något som gav Chile en av världens hårdast abortförbud. 2017 legaliserades abort i fall av risk för patientens liv; fosterskada; eller vid våldtäkt. 

#### Colombia
Från 1837 tilläts abort av medicinska skäl men var i övrigt förbjudet; från 1936 rekommenderades benådning om den hade utförts för att rädda patientens "ära", ett tillägg som avskaffades 1980. 
I februari 2022 legaliserades fri abort genom ett utslag från konstitutionsdomstolen.

#### Dominikanska republiken
Abort totalförbjöds under alla omständigheter 1884.
Den 18 september 2009 inkluderades ett totalt abortförbud i landets konstitution genom att förklara rätten till liv "från befruktning till död" som skyddat i konstitutionen. Dominikanska republiken blev därmed ett av då få länder med ett totalförbud mot abort under alla omständigheter. 

#### El Salvador
1956 års strafflag förbjöd abort men lämnade utrymme för att tillåta abort om detta krävdes för att skydda patientens hälsa, vilket ledde till att abort praktiserades alltmer liberalt fram till 1973. 
1973 års strafflag förbjöd abort utom vid våldtäkt, fosterskador eller fara för patientens hälsa. Den 12 april 1998 totalförbjöds abort under alla omständigheter med fleråriga fängelsestraff för både patienten och läkaren som utfört aborten.

#### Haiti
Abort förbjöds på Haiti med införandet av den 1835 års straffkod, vilket var inspirerat av den franska napoleonska koden, som förbjöd abort. 
I juni 2020 utfärdades ett dekret där abort legaliserades i fall av våldtäkt eller för att skydda patientens fysiska eller psykiska hälsa: detta dekret hade dock inte omedelbar effekt, utan planerades få effekt i juli 2022. 

#### Honduras
Ett totalt abortförbud skrevs in i landets konstitution 1982. 2009 förbjöds dagen-efter-piller. I januari 2021 infördes en lag som krävde en majoritet på tre fjärdedelar i parlamentet för att upphäva abortförbudet.  

#### Jamaica
Jamaica är 2022 ett av få länder med ett totalt abortförbud: de övriga är Dominikanska republiken, El Salvador, Haiti, Honduras, Nicaragua och Surinam. 
Abort totalförbjöds i Jamaica då det var en brittisk koloni, i enlighet med det brittiska abortförbudet från år 1861, med hot om livstids fängelse. Genom det brittiska precedensfallet Bourne från 1938 fick läkare teoretiskt möjligheten att utföra aborter för att skydda patientens hälsa, men möjligheten användes sällan på grund av dess lagliga otydlighet.

#### Kanada
Under den brittiska kolonialtiden var abort liksom i Västvärlden i stort tillåtet fram till att fostret hade börjat göra fosterrörelser. Läkarvetenskapens ändrade definitioner om när ett foster ska definieras som levande förändrade lagstiftningen. Abort förbjöds genom Offences Against the Person Act 1837. 
År 1867 blev Kanada ett självständigt land, och 1869 infördes abortförbudet i Kanadas lag, med livstids fängelse för abortören och två års fängelse för patienten.
Under 1960-talet togs frågan upp till debatt och utredning. Utredningen fastställde ett mönster som var normalt i många andra länder: rika patienter kunde få en säker illegal abort utfört av en kvalificerad läkare mot ersättning, medan fattiga patienter fick osäkra illegala aborter från abortörer som i många fall var okvalificerade, med skador, sterilitet och dödsfall som vanlig följd. 
Genom Criminal Law Amendment Act, 1968–69 legaliserades abort om den bedömdes nödvändig för patientens hälsa. Eftersom "hälsa" inte definierades som fysisk eller psykisk lämnade det stort utrymme för att tolka lagen såväl generöst som strängt. Abortlagen ifrågasattes och togs upp i parlamentet för revidering år 1988. Omröstningen slutade oavgjort. Abortlagen definierades som upphävd, men regeringen avstod från att införa en ny lag utan att återinföra den gamla. Resultatet blev att Kanada lämnades utan någon lagstiftning om abort, vilket innebar att den blev betraktad som vilken annan medicinsk behandling som helst, och i praktiken fri. 

#### Mexiko
I Mexiko förbjöds abort 1931 utom i fall av våldtäkt eller risk för patientens liv. 1974 infördes en federal lag om tillgång till preventivmedel, sexualundervisning och varje människas rätt att bestämma över hur många barn man vill ha. 
I Mexiko reglerades rätten till abort av delstatslagar snarare än federal lag. Den första delstaten som införde fri abort var Chiapas år 1991. Mexico City införde fri abort år 2007. De flesta delstater förbjöd dock abort. 
År 2021 förklarade Mexikos högsta domstol att kriminalisering av abort gick emot konstitutionen. Det innebar inte att delstater som förbjöd abort tvingades tillåta dem, men det innebar att deras förbud blev verkningslösa, eftersom det blev olagligt för delstatsdomstolar att döma dem som bröt mot abortförbudet.

#### Nicaragua
1837 års lagstiftning legaliserade att en graviditet avbröts medicinskt om patientens liv var i fara, om fostret var livsodugligt, eller om graviditeten var ett resultat av våldtäkt. 
År 2006 upphävdes lagen om terapeutisk abort och ett totalförbud infördes, som trädde i kraft 2008. Förbudet infördes av Daniel Ortegas parti, sandinistfronten, på grund av ett vallöfte han hade gett för att få stöd av den katolska kyrkan i valet 2006. 

#### Surinam
Surinam är 2022 ett av få länder med ett totalt abortförbud: de övriga är Dominikanska republiken, El Salvador, Haiti, Honduras, Nicaragua och Jamaica. 

#### USA

Abortlagstiftning i USA, enligt tiden sedan början av den senaste menstruationen
Illegalt
Inte tillgänglig
Upp till ≈ 6 veckor
Upp till 15 veckor
Upp till 20 veckor
Upp till 18 veckor
Upp till 22 veckor
Upp till 23 eller 24 veckor (livsduglighet)
Upp till 24 veckor
Upp till 2 trimestern
Ingen gräns

I de tretton kolonierna och efter USA:s självständighet 1776 rättade man sig efter English common law, vilket definierade ett foster som levande först efter att det hade börjat göra fosterrörelser. Det innebar att preventivmedel liksom abort av ett foster som ännu inte hade gjort fosterrörelser inte var förbjudet, något som var det normala i Västvärlden under 1700-talet. Det var under denna tid fullt möjligt för en patient att lagligt begära en abort av sin läkare, och upp till läkaren själv om han ville bifalla en sådan behandling. 
Vid mitten av 1800-talet uppstod en växande moralpanik kring abort och preventivmedel i Västvärlden, när läkarvetenskapen började definiera fostret som levande direkt efter befruktningen. Detta var också en tid när läkaryrket blev mer reglerat och ville enas om hur liv skulle definieras, och utesluta läkare som inte var medlemmar i medicinska sällskap med fastställda medicinska reglementen. Detta sammanföll med en allt strängare sexualsyn. År 1873 grundades New York Society for the Suppression of Vice av Anthony Comstock, som framgångsrikt lobbade för införandet av Comstock Law, som förbjöd spridandet av "osedligt material", vilket innefattade kunskap om preventivmedel och abort. 
De flesta delstater hade infört lagar som begränsade aborträtten på 1880-talet, och 1910 var aborter förbjudna i varje delstat i USA. Många delstater tillät dock att undantag gjordes av en läkare som mottog en abortansökan på grund av våldtäkt eller medicinska skäl.  1930 dog 18% av alla patienter som avled av komplikationer under graviditeten av osäkra illegala aborter. År 1921 grundades American Birth Control League (från 1942 kallad Planned Parenthood Federation of America) av Margaret Sanger, som arbetade för preventivmedel och säkra aborter. Innan abort blev lagligt federalt i USA 1973, införde fyra delstater fri abort: Alaska 1967, Hawaii 1970, New York 1970 och Washington 1970.
I USA blev aborträtten genom Roe mot Wade 1973 federalt skyddad, med hänvisning till grundlagens rätt till privatliv. Det gjorde att enskilda delstater inte kunde förbjuda abort. Tillgången till abort har dock varit varierande och flera delstater har ändå infört egna regler kring hur och när en abort får utföras, regler som i vissa delstater försvårat abort så mycket att den i praktiken blivit ogenomförbar.
Det finns stora grupper som motsätter sig abort. En av de större grupperna i USA som är mot abort är National Right to Life. Organisationen grundades 1968 och en av grundarna var Mildred F. Jefferson som även var ordförande i styrelsen 1975-1978. Organisationens mål är att fri abort inte längre ska vara lagligt eftersom, anser de, fostret är en individuell person från stunden då befruktningen äger rum.
År 2018 stiftade delstaten Mississippi en lag som förbjuder abort efter vecka 15. Lagen ansågs strida mot Roe mot Wade och togs till slut upp av Högsta Domstolen. Den 24 juni 2022 upphävde Högsta Domstolen Roe mot Wade genom rättsfallet Dobbs mot Jackson Women's Health Organization. Det innebär att aborträtten inte längre anses skyddad av grundlagen och att det står varje delstat fritt att stifta sina egna lagar på området.
Flera delstater hade vid Högsta domstolens beslut redan antagit så kallade trigger-lagar som kriminaliserade abort i direkt anslutning till hävandet av Roe mot Wade. Enligt the Guardian bodde i juni 2022 majoriteten av USA:s kvinnor i fertil ålder i en stat där abort är förbjuden, snart förbjuden eller allvarligt hotad.

### Asien

#### Indien
Britterna förbjöd abort i Indien genom Indian Penal Code, 1860.  Under 1960-talet togs abort upp till diskussion på grund av att växande antal illegala aborter. 
1971 års abortlag legaliserade abort vid våldtäkt, fosterskador, fallerande preventivmedel, eller vid fara för patientens fysiska eller psykiska hälsa. Lagen tolkades generöst nog att i praktiken innebära fri abort. 2002 tilläts patienten ansöka om abort lokalt snarare än från en central myndighet, vilket gjorde abort mer tillgängligt. 2021 tilläts även ogifta kvinnor ange fallerande preventivmedel som orsak i sin abortansökan, och aborträtten utsträcktes från tolv till 24 veckor vid särskilda omständigheter så som våldtäkt. 
Trots att aborträtten för kvinnan förbättrats i Indien pågår det fortfarande illegala aborter i landet. Fastän det finns lagar som förbjuder föräldrar att göra köns avgörande aborter är det fortfarande väldigt vanligt. Modernare abort tekniker, som ultraljud har ökat antalet könsselektiva aborter i Indien. Samt även ökat antalet illegala aborter detta på grund av aborteras höga kostnader. 

#### Iran
Shahens policy under den vita revolutionen var initialt att öka befolkningstillväxten. När befolkningen visade sig växa alltför snabbt, lanserades 1967 års familjeplaneringsprogram, som legaliserade en viss villkorlig abort, och 1977 infördes fri abort.
Abort förbjöds igen 1979 genom den sharialag som infördes efter iranska revolutionen. 1991 års lag legaliserade en villkorlig abort vid medicinska skäl, om patientens liv var i fara. 2005 års reform vidgade möjligheterna att ansöka om abort något, men en ansökan måste i praktiken godkännas inte bara av hälsoskäl utan också efter religiösa tolkningar, eftersom Iran är en teokrati. 

#### Japan
Abort förbjöds uttryckligen år 1868, då Japan då upplevde ett behov av befolkningstillväxt. 1907 stärktes detta förbud med fängelsestraff för både patient och utföraren av en abort. 1923 tilläts abort som akut medicinsk åtgärd om det var nödvändigt för patientens hälsa.
Efter andra världskriget upplevde Japan en krisartad befolkningsökning. Abort legaliserades under vissa omständigheter 1948, och dessa villkor har allteftersom tolkats allt vidare. De vida tolkningarna gör att abort nu är både i praktiken fri och vida accepterat.

#### Kina
Efter det kommunistiska maktövertagandet 1949 togs abort upp till diskussion. 1956 års abortlag tillät villkorlig abort av medicinska skäl; vid epilepsi; om patienten redan hade minst fyra barn; eller om patienten arbetade inom vissa yrkeskategorier.  Denna abortlag gällde i flera decennier, men den tillämpades på helt olika sätt beroende på den rådande politiken kring befolkningstillväxt. Under 1950-talet ansåg regimen att en ökad befolkningstillväxt var nödvändig, och abortlagen tillämpades därför mycket strängt. Från 1960-talet ansågs istället en minskad befolkningstillväxt nödvändig, vilket innebar att lagen tolkades mer generöst och patienter lättare fick tillstånd att utföra en abort. 
Kina är världens folkrikaste land med 1,4 miljarder invånare. Fram till 2013 styrdes Kina strängt med ettbarnspolitik vilket har lett till ett stort glapp mellan flickor och pojkar. År 2009 låg obalansen mellan könen på 832 flickor per 1000 pojkar. På grund av Kinas försök till att minska befolkningstillväxten med ettbarnspolitiken har abortdiskriminering uppstått då det anses vara en ekonomisk hjälp att föda en pojke som senare kan hjälpa till att försörja familjen. Varje år föds 20 miljoner barn i Kina men det görs också 13 miljoner aborter.
2021 års abortlag förbjöd abort utom vid strikt medicinska skäl.

### Europa

#### Albanien
Huvudartikel: Abort i Albanien
Abort i Albanien legaliserades till fullo den 7 december 1995.

#### Danmark
Danmark införde dödsstraff för abort i 1714 års barnmorskereglemente. Dödsstraffet omvandlades till åtta års straffarbete för både patienten och abortören 1866, ett straff som sänktes till två år 1930.
1939 infördes villkorlig abort vid våldtäkt, fara för patientens liv och hälsa eller vid fosterskador. 1970 infördes fri abort för personer under 18 års ålder som inte bedömdes ha möjlighet att ta hand om ett barn, eller personer över 38 års ålder. 
Fri abort upp till 12:e veckan infördes i Danmark 1 oktober 1973. 

#### Finland
Abort var totalförbjudet fram till att det år 1950 tilläts vid våldtäkt, om patienten var under 16 år gammal, vid fosterskador eller för patientens fysiska eller psykiska hälsa. 
Finlands legaliserade 1970 abort upp till sextonde veckan om patienten var under 17 eller över 40 år gammal, om hon redan hade fyra barn, av sociokonomiska skäl eller om en av föräldrarna av medicinska skäl inte kan ta hand om barnet.

#### Frankrike
Frankrike var en av de tidigast kristnade länderna och den katolska kyrkan i Frankrike förbjöd under medeltiden abort med dödsstraff för både patienten och abortören. Efterhand blev denna lag dock tillämpad allt mindre strikt, och abort innan fostret börjat göra fosterrörelser definierades inte som abort. Under 1700-talet var tillämpningen mycket svag. 
1810 års strafflag totalförbjöd abort och stadgade fängelse för både patienten och abortören.  År 1852 medgav fransk rättsvetenskap och läkarvetenskap att abort utfördes i de fall graviditet eller förlossning riskerade patientens liv och hälsa, men abortförbudet i övrigt kvarstod.
Efter första världskriget skärptes abortlagen ytterligare av natalistiska skäl, då myndigheterna ansåg att befolkningen måste växa på grund av den nedgång i befolkningsantalet som kriget hade förorsakat, och 1920 års abortlag stadgade ett straff på sex månader till två års fängelse och böter på 100 till 5 000 franc. 
Även preventivmedel förbjöds av samma skäl. De illegala aborternas antal var oerhört höga, och domstolarna såg ofta i praktiken förmildrande omständigheter för de som utfört abort. 
Vichyregimen införde dödsstraff för abort 1942. Under 1950-talet började abortfrågan drivas alltmer aktivt av kvinnoorganisationer. När fri abort infördes i Storbritannien 1967 gjorde franska patienter abortresor till Storbritannien. 
Frankrike införde fri abort 18 januari 1975 efter en kampanj av Simone Veil. Abort är fri på begäran upp till tolfte veckan. 

#### Irland
Irland hade ett totalförbud mot abort från 1861 till 2013. Ett mycket uppmärksammat fall 2012 (där en patient förvägrades livsnödvändig abort och dog av blodförgiftning) medförde året därpå en lagändring där abort tilläts om patienten riskerade livshotande skador ("real and substantial risk to the life"). 
I en folkomröstning 25 maj 2018 antogs ett tillägg till konstitutionen, som möjliggjorde för det irländska parlamentet att anta Health (Regulation of Termination of Pregnancy) Act 2018. Enligt den nya lagen är abort tillåten till den tolfte graviditetsveckan. Därutöver kan abort ske om en fortsatt graviditet medför allvarliga hälsorisker för patientens, eller då barnet inte bedöms kunna överleva mer än 28 dagar efter födseln.

#### Nederländerna
1881, genom införandet av en ny strafflag av den konservativ-liberala regeringen Van Lynden Van Sandenburg, blev abort på medicinska grunder möjlig. Även om det innehöll ett förbud mot abort, fanns det ett undantag för kvinnor som behövde hjälp av medicinska skäl. Visning av "anordningar för att förhindra eller avbryta graviditet" förbjöds dock. 
Sedlighetslagen av den 20 maj 1911, "för att bekämpa omoral och stävja njutningslust", skärpte kriminaliseringen av abortprovocatus (ett missfall till följd av intervention) genom att lägga till artikel 251 bis i strafflagen. Ett fängelsestraff på upp till tre år eller böter på upp till tre tusen gulden var straffet för "den som behandlar en kvinna eller får henne att genomgå behandling, uttryckligen eller underförstått att detta skulle kunna framkalla ett missfall". Om gärningsmannen utövade abort som yrke kunde straffen höjas med en tredjedel och gärningsmannen avlägsnas från yrket. Förbudet hade ingen märkbar inverkan på abortpraktiken.
På 1960-talet startade en social diskussion om abort. Under tiden hade Storbritannien legaliserat abort upp till 28 veckor den 27 april 1968, efter att parlamentet antog lagförslaget den 27 oktober 1967. Detta gjorde det möjligt att få en laglig och medicinskt motiverad abort i England och många holländska kvinnor och flickor gjorde det. Sverige, som redan hade legaliserat abort 1938, var också ett resmål som ofta användes av oönskade gravida flickor och kvinnor. En långsamt växande grupp allmänläkare stödde idén att även etablera kliniker i Nederländerna för att inte göra livet onödigt dyrt och svårt för sina patienter
Den 9 maj 1967 uttalade gynekologiprofessor Gerrit Jan "Ted" Kloosterman i ett tv-program att han skulle vara beredd att utföra en abort i specifika fall. Senare bildades liknande abortkommittéer på andra sjukhus som gjorde det möjligt för kvinnor i ett litet antal att få hjälp av läkare att avbryta sina graviditeter. De allra flesta aborter utfördes dock fortfarande oprofessionellt och på farliga sätt. För att möta den höga efterfrågan på medicinskt ansvarsfulla aborter gjordes de första planerna för särskilda abortkliniker 1969. Från den 27 februari 1971 började den första abortkliniken i Nederländerna utföra illegala aborter.
Under Van Agts första kabinett, godkändes ett lagförslag av Job de Ruiter (CDA) och Leendert Ginjaar (VVD) i representanthuset den 18 december 1980 med minsta möjliga majoritet (76 röster för), 74 röster i utbyte mot). I april 1981 antogs den också av senaten med knapp majoritet (38 för, 37 emot). Lagen om upphörande av graviditet trädde i kraft den 1 november 1984.

#### Norge
Norge införde dödsstraff för abort 1687. Dödsstraffet omvandlades till sex års straffarbete för både patienten och abortören 1842. En viss medicinsk abort tilläts från 1902 om en graviditet bedömdes skada patientens hälsa eller om barnet befarades födas död. 
Från 1915 bedrevs en aktiv rörelse för fri abort av Katti Anker Møller, som menade att en människas rätt att bestämma över sin egen kropp var grunden till all frihet, men rörelsen avbröts av andra världskriget.
Norge införde fri abort upp till tolfte veckan år 1978. 

#### Polen
1932 tilläts abort vid medicinska skäl eller våldtäkt. Polen blev då det första landet att legalisera abort vid våldtäkt. År 1956 tilläts abort även vid "svåra levnadsförhållanden", ett villkor som tolkades alltmer generöst för att under 1960-talet ha utvidgats till de facto fri abort. Under 1960- och 70-talen förekom det därför att patienter från länder med strängare abortlagar, som Sverige, reste till Polen för att utföra abort. 
Efter kommunismens fall 1989 skärptes abortlagen 3 april 1990, och 1993 avlägsnades formuleringen om "svåra levnadsförhållanden" som hade legat till grund för den tolkning som använts för att utöva fri abort. 1993 års abortlag förbjöd abort utom av medicinska skäl som fosterskador eller fara för moderns liv som bekräftats av två läkare, eller om graviditeten var en följd av en våldtäkt som attesterades av en åklagare. 
Den 27 januari 2021 skärptes lagen ytterligare och abort vid fosterskador förbjöds.

#### Rumänien
Huvudartikel: Abort i Rumänien
Abort i Rumänien är lagligt sedan 1989. 
År 1957 blev fri abort för första gången lagligt i Rumänien. Den dåliga informationen om och tillgången på preventivmedel gjorde att abortantalet blev mycket högt. 1966 förbjöds aborter genom Dekret 770. Förbudet var i kraft fram till 1989.

#### Ryssland
Peter den store avskaffade dödsstraffet för abort och omvandlade det till förlust av medborgerliga rättigheter och förvisning eller straffarbete. I slutet av 1800-talet började den ryska läkarvetenskapen ta upp frågan och en rörelse bland ryska läkare förespråkade generösare abortlagar och liksom tillgång till preventivmedel. I praktiken var abort vanligt och utfördes av kloka gummor, kallade babki. 
Efter ryska revolutionen legaliserade Ryssland fri abort som den första landet i världen år 1920.  Abortlagen användes mest i städerna, då babki fortsatte sin verksamhet som förr på landsbygden. 
År 1936 införde Stalin abortförbudet igen i ett försök att öka befolkningsantalet, och abort förbjöds utom av medicinska skäl och vid risk för patientens liv. I praktiken påverkade förbudet inte abortantalet i någon högre grad, då babki fortsatt bedrev sin verksamhet, som de hade gjort sedan Tsarrysslands dagar. Det främsta resultatet av abortförbudet var ett lägre födelsetal orsakat av skador på patienter som fått aborter utförda av inkompetenta kvacksalvare, som gjort dem infertila. Aborträtten återinfördes 1955, efter Stalins död. 
Ryssland har fri abort fram till den tolfte veckan.

#### Schweiz
1942 års abortförbud stadgade fängelse för både patienten och abortören. Lagen skärptes ytterligare 1973, men samma år började också en rörelse verka för fri abort. En folkomröstning för fri abort resulterade i ett nej 1977, men det gjorde även en folkomröstning om strängare abortförbud 1978, och Ja- och Nej-sidan var mycket jämna. 
Under slutet av 1900-talet var abortförbudet i praktiken enbart en pappersprodukt: läkare godkände i praktiken patienters ansökan om abort, och Schweiz hade de facto fri abort, vilket gjorde att en ny folkomröstning ansågs nödvändig. Fri abort infördes efter en folkomröstning 2002.

#### Storbritannien
År 1861 totalförbjöds aborter genom Offences Against the Person Act 1861, som stadgade livstids straffarbete för abort i England, Skottland, Wales och Irland. Denna lag upphävdes i England, Skottland och Wales genom 1967 års lag, men kvarblev på Irland till 2013 och i Nordirland till 2020. 
Abortion Act 1967 tillåter abort om en graviditet kan innebära fara för patientens liv eller fysiska eller psykiska hälsa, en tolkning som praktiseras som fri abort.

#### Sverige
1930-talet var ett viktigt decennium för aborträtten i Sverige. Abort uppmärksammades i högre utsträckning, abortinstrument började säljas fritt i vissa affärer och rättsliga fall som rörde aborter togs upp allt oftare i domstol. Det var inte förrän år 1930 som aborter på allvar blev en politisk fråga i den offentliga debatten. Detta berodde delvis på att kvinnliga läkare krävde att abort skulle tillåtas.
En viktig person för aborträttens framväxt var Ivar Olofsson. Olofsson drev en illegal abortklinik i Stockholm där han utförde abort på hundratals patienter. År 1934 drabbades en av hans patienter av lunginflammation och lades in på sjukhus, där det uppdagades att hon gjort en illegal abort. Olofsson åtalades och dömdes därefter till mer än tre års fängelse, och över 150 kvinnor dömdes till en månads villkorlig dom.
Abortören Ivar Olofssons engagemang för aborträtten, tillsammans med den feministiska rörelsens framväxt sedan den kvinnliga rösträtten infördes, ledde till att debatten om att legalisera abort tog fart runt om i landet. Det dröjde dock ända till 1975 för lagen om fri abort (SFS 1974:595) att införas i Sverige.
I Sverige lagstiftades det för abortmöjlighet år 1938. Den nuvarande lagstiftningen är 1974 års abortlag. Enligt den lagen kan man göra abort fram till slutet på den artonde veckan av graviditeten (vecka 17+6), och av vilken anledning som helst. Efter den artonde (vecka 18+0) till den tjugoandra veckan (vecka 21+6) krävs tillstånd från Socialstyrelsen, vilket kan ges om synnerliga skäl föreligger. Ofta ges tillstånd om fostret eller modern lider av svåra sjukdomstillstånd. Om allvarlig risk föreligger för patientens liv och hälsa kan Socialstyrelsen ge tillstånd till abort även efter vecka 21+6. I sådana fall finns ingen bortre gräns för hur sent en abort kan genomföras. Fostrets ålder beräknas numera med hjälp av ultraljud.
I Sverige är definitionen av abort att graviditeten avbrutits före 22:a veckans slut och att fostret fötts dött. Om fostret fötts levande eller fötts efter vecka 22 (från och med vecka 22+0) definieras det juridiskt sett som ett barn. Allvarliga medicinska biverkningar och skador efter en abort är ovanliga när aborten utförs under medicinskt väl kontrollerade former. Så är förhållandena i Sverige och många andra länder som i lag tillåter sina medborgare att avbryta graviditeter. I länder där provocerade aborter inte är tillåtna i lag, utförs därför aborter med hög grad av risk för patienten, och illegala aborter är en av världens vanligaste orsaker till unga människors död. Dödsorsakerna noteras då som blödning eller infektion, förgiftning och dylikt. I många av de länder som inte legaliserat abort råder också ofta religiösa förbud mot användning av preventivmedel.
Sedan 1975 har Sverige en lagstiftning (SFS 1974:595) på området som ger den gravida kvinnan rätt att i varje situation själv bestämma om hon vill avbryta graviditeten upp till den 18:e graviditetsveckan, förutsatt att hon är svensk medborgare eller bosatt i Sverige, eller får särskilt tillstånd från Socialstyrelsen. Sedan den 1 januari 2008 har kravet på att kvinnan ska ha anknytning till Sverige i 5 § abortlagen (1974:595) tagits bort.
För dem som omedelbart efter ett oskyddat samlag vet att de inte vill bli gravida finns numera akut-p-piller att receptfritt köpa på apoteken i Sverige och flera andra europeiska länder.
Sedan Sverige fick fri abort 1 januari 1975 har antalet aborter varje år pendlat mellan 30 000 och 38 000. Före 1975 tilläts aborter under vissa omständigheter och från 1965 och fram till lagändringen ändrades praxis successivt så att kvinnor beviljades abortansökan med s.k. 2-läkarintyg.
Senare aborter än dessa är förhållandevis ovanliga i Sverige. I Sverige måste Socialstyrelsens tillstånd inhämtas för att aborter efter graviditetsvecka 18 skall få utföras.

#### Tyskland
1532 års Lagstiftning för det tysk-romerska riket, Constitutio Criminalis Carolina, stadgade dödsstraff för abort. Preussen stadgade straffarbete för både patienten och abortören i sin abortlag från 1851, och sedan Tyskland enades i kejsardömet Tyskland, infördes denna lag i hela Tyskland 1872. 
I början av 1900-talet debatterades införandet av fri abort, och 1926 sänktes straffet om förmildrande orsaker som hälsohänsyn förelåg. 
I Nazityskland var abort totalförbjuden och hårt bestraffat för "ariska" kvinnor, såvida de inte bar på en ärftlig sjukdom eller barnet kunde förväntas födas sjukt eller handikappat, medan aborter för icke ariska kvinnor inte bestraffades.
Östtyskland införde fri abort 1972. 
Västtyskland införde fri abort 1974, men lagen avskaffades 1975 sedan det bedömts att den inte kunde införas. 1976 förklarades dock att abortförbudet inte skulle tillämpas om aborten godkändes av två läkare som nödvändig för att skydda patientens psykiska eller fysiska hälsa. 
När Tyskland återförenades förenades de två tidigare ländernas abortlagar. Abortförbudet är formellt inte avskaffat. I praktiken är det avkriminaliserat under den första trimestern efter obligatorisk rådgivning, och senare av medicinska skäl. Om aborten motiveras av våldtäkt eller hänsyn till patientens hälsa, finansieras den även av staten.

### Oceanien

#### Australien
Aborträtten i Australien har främst handlagts av de enskilda delstaternas lagstiftning och inte av landets lag. Det har gjort att abort har varit både laglig och olagligt i olika delstater samtidigt, och att Australien inte har haft en enhetligt historik i frågan om abort. 
Ursprungligen lydde alla delstater i Australien under den brittiska lagen, där all abort varit totalförbjuden sedan 1861. År 1969 kom ett juridiskt precedensfall som förklarade att abort inte skulle betraktas som olagligt om den bedömdes vara nödvändig för att skydda patientens fysiska eller mentala hälsa. Detta var ingen lag, men uttalandet kom i praktiken att användas för att utföra lagliga aborter i flera delstater, som Queensland och New South Wales. Under 1970- och 80-talen var abort i praktiken fritt tillgänglig i många delstater på grund av tolkningen av detta precedensfall. 
År 1998 förklarades abort uttryckligen laglig i delstaten Western Australia. Därefter följde andra delstater efter fram till att abort legaliserades i delstaten South Australia år 2021. Därmed hade alla delstater förklarat abort laglig och abort var därefter också fri i hela Australien som land. Delstatslagarna skiljer sig dock fortsatt åt i frågor som hur många veckor abort är tillåten.

#### Nya Zeeland
Brittisk lag infördes på Nya Zeeland 1840, vilket innebar att abort totalförbjöds 1861.
Allteftersom etablerades en praxis där abort, trots att det var illegalt, kunde godkännas av läkare och domare som undantag från lagen, vid bedömning att graviditeten kunde åsamka patienten fysisk eller psykisk skada. Efter en statlig undersökning 1936, där det fastslogs hur vanligt det var med skador, sterilitet och dödsfall som följd av illegala aborter, blev det allt vanligare att domstolar och läkare medgav sådana undantag från lagen. Under 1960- och 70-talen godkändes hundratals aborter regelbundet av läkare som undantag från lagen, vilket gjorde att frågan om en ändring av lagen togs upp till debatt.  
Contraception, Sterilisation, and Abortion Act 1977 legaliserade abort vid fall av våldtäkt, incest, mycket ung ålder, medicinska skäl och för fysisk eller psykisk hälsa, efter obligatorisk rådgivning och godkännande av konsulter. 
Abortion Legislation Act 2020 avskaffade 1977 års restriktioner och införde helt fri abort.

## Debatt

### Sverige
En ledande förespråkare i Sverige för fri abort har varit och är Riksförbundet för sexuell upplysning. En bok som sammanfattade lagen och debatten för och emot fri abort kom ut tio år innan fri abort infödes i Sverige.
Flest abortkritiker finns i olika religiösa organisationer, till exempel Ja till livet, islam och katolska kyrkan. Det finns även mindre grupperingar som Respekt och MRO-Människorätt för ofödda.